# Вулиця Устилузька (Володимир)
Ву́лиця Устилузька — одна з найдовших вулиць Володимира.

## Історія
Раніше ця вулиця стикувалася з вулицями: Ковельська і Луцька. Пізніше вона розділилась з цими вулицями вулицею Данила Галицького. 
Ймовірно, у 1922 році отримала назву Конституції 17 березня. За радянських часів носила назви вулиця Сталіна, пізніше вулиця Карла Маркса. На початку 90-х років початкова частина вулиці від площі Героїв виділена в окрему вулицю, яка отримала ім'я Князя Василька.

## Будівлі та установи

### Пам'ятки
- Адміністративна споруда (Устилузька, 19) — будинок пошти 1890 року будівництва, в радянський час використовувався геологорозвідувальною експедицією;
- Будівля гімназії - зараз займає Володимир-Волинський педагогічний коледж

### Пам'ятники
- Впродовж 1982-2022 рр. на перехресті вулиць Устилузька, Драгоманова, Козацька стояв пам'ятник на честь радянських танкістів[2]
- У 1965-2022 рр. на перехресті вулиць Устилузької та Володимира Великого стояв пам'ятник на честь радянських прикордонників-енкаведистів[3]

### Ботанічна пам'ятка природи
29 березня 1922 року на перехресті Устилузької та Фарної посаджено Дуб Свободи.

### Заклади освіти
- Володимир-Волинський педагогічний коледж ім. А. Ю. Кримського.
- Медичний коледж - зараз неіснуючий, проте діяв у 2003-2016 рр.
- Ремісничо-промислова школа Польської Мацєжи Шкільної - неіснуючий.